# Ceccano
Ceccano település Olaszországban, Lazio régióban, Frosinone megyében. Lakosainak száma 22 320 fő (2023. január 1.). Ceccano Arnara, Castro dei Volsci, Frosinone, Giuliano di Roma, Pofi, Villa Santo Stefano és Patrica községekkel határos.

## Népesség
A település lakossága az elmúlt években az alábbi módon változott:
| Lakosok száma | 23 494 | 23 380 | 22 320 |
|               | 2017   | 2018   | 2023   |